# Інфратекст
Інфратекст — це віртуальний гранично можливий, «ідеальний» транссуб'єктивний текст, який є інтерсуб'єктивним джерелом смислу, тобто джерелом спільним і для автора, що маніфестує цей смисл в об'єктивному знаковому матеріалі, і для реципієнта (адресата), що намагається осягти цей смисл під час діалогу з автором через посередництво знакової маніфестації.
Інфратекст, який передує авторському текстові, не може бути ні створеним, ні зруйнованим, тому що належить до культурного простору, до духовного простору вічності. Інфратекст вже існує у своїй віртуальній завершеності на той момент, коли автор переживає осяяння, коли він тільки приходить до задуму про втілення пережитого осяяння, про маніфестацію цього осяяння.